# Stummerberg
Stummerberg é um município da Áustria, situado no distrito de Schwaz, no estado do Tirol. Tem 56,63 km² de área e sua população em 2019 foi estimada em 854 habitantes.